# Rezerwat przyrody Vtáčnik
Rezerwat przyrody Vtáčnik (słow. Národná prírodná rezervácia Vtáčnik) – rezerwat przyrody położony w górach Ptacznik na Słowacji. Powierzchnia 245,62 ha.

## Położenie
Rezerwat leży w centralnej części pasma Wysokiego Ptacznika. Obejmuje fragment głównego grzbietu Ptacznika od szczytu Ptacznik na południu po szczyt Malá Homôľka (1298 m) na północy oraz tereny leżące po obu jego stronach i opadające ku zamknięciu Hlbokéj doliny na wschodzie (do ok. 1030 m) i Gepňárovej doliny na zachodzie (do ok. 1120 m).
Leży w granicach katastralnych wsi Kamenec pod Vtáčnikom, Lehota pod Vtáčnikom i Kľak w powiatach Prievidza i Žarnovica, odpowiednio w krajach trenczyńskim i bańskobystrzyckim.

## Historia
Jeden ze starszych rezerwatów przyrody na Słowacji. Powstał już w 1950 r., a w 1966 r. jego powierzchnia została powiększona do 193,97 ha. Aktualny status i powierzchnię rezerwatu określa rozporządzenia Ministerstwa Środowiska Naturalnego (Ministerstva životného prostredia) Republiki Słowackiej nr 83/1993 z dnia 23 marca 1993 r.

## Charakterystyka flory
Przeważającą część powierzchni rezerwatu porastają buczyny, rozwinięte na kwaśnym, andezytowym podłożu. W partiach przygrzbietowych buki, narażone na ekstremalne warunki atmosferyczne, przybierają formy karłowate lub krzaczaste. Na wysokości ok. 1330 m n.p.m. pod wierzchołkiem, w północno-zachodniej ekspozycji, występuje fragment naturalnej świerczyny górnoreglowej – jedyny taki w Ptaczniku i jedno z najbardziej na południe wysuniętych stanowisk górnoreglowego boru świerkowego w całych Karpatach Zachodnich. W jej runie występują m.in. borówka czarna, borówka brusznica, kosmatka olbrzymia i trzcinnik leśny. Na podszczytowej płaśni wśród krzaczastych buków rosną pojedyncze świerki, a w ich podszyciu znajdziemy szereg wysokich roślin zielnych, jak miłosna górska, szczaw górski, modrzyk górski, omieg górski, kosmatka olbrzymia, jaskier platanolistny, kokoryczka okółkowa i in. Aż po sam szczyt dochodzi turzyca orzęsiona, a na trawiastej płaśni szczytowej występuje też pępawa syberyjska.
W drugiej połowie XX w. lasy Ptacznika, w tym i te w rezerwacie, doznały znacznych uszkodzeń na skutek kwaśnych deszczów, których przyczyną jest wielka elektrownia cieplna w pobliskich Novákach w Kotlinie Górnonitrzańskiej.

## Cel ochrony
Celem powołania rezerwatu była ochrona i zachowanie pierwotnych fragmentów buczyn sięgających aż po naturalną górną granicę występowania wraz z wyspowym stanowiskiem świerczyny regla górnego.